# شکارگیر کیمبرلی
شکارگیر کیمبرلی (نام علمی: Austrogomphus mouldsorum) نام یک گونه از سرده شکارگیرها است.